# Totatiche

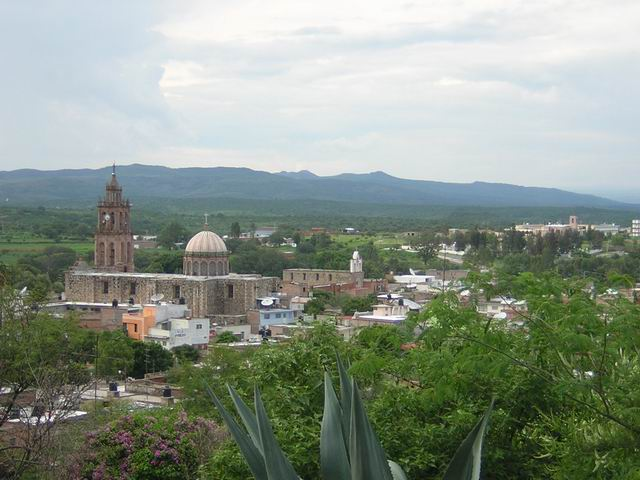
Totatiche

Totatiche – miasto w środkowym Meksyku, w stanie Jalisco. Położone na wysokości 1751 m n.p.m. na Wyżynie Meksykańskiej.